# Château-Verdun (Italie)
Pour les articles homonymes, voir Château-Verdun.
Le Château-Verdun est une maison forte médiévale, propriété des chanoines du Grand-Saint-Bernard, située à 1 350 m d'altitude sur la commune de Saint-Oyen. Elle fait office de maison d'accueil depuis neuf siècles.

## Architecture

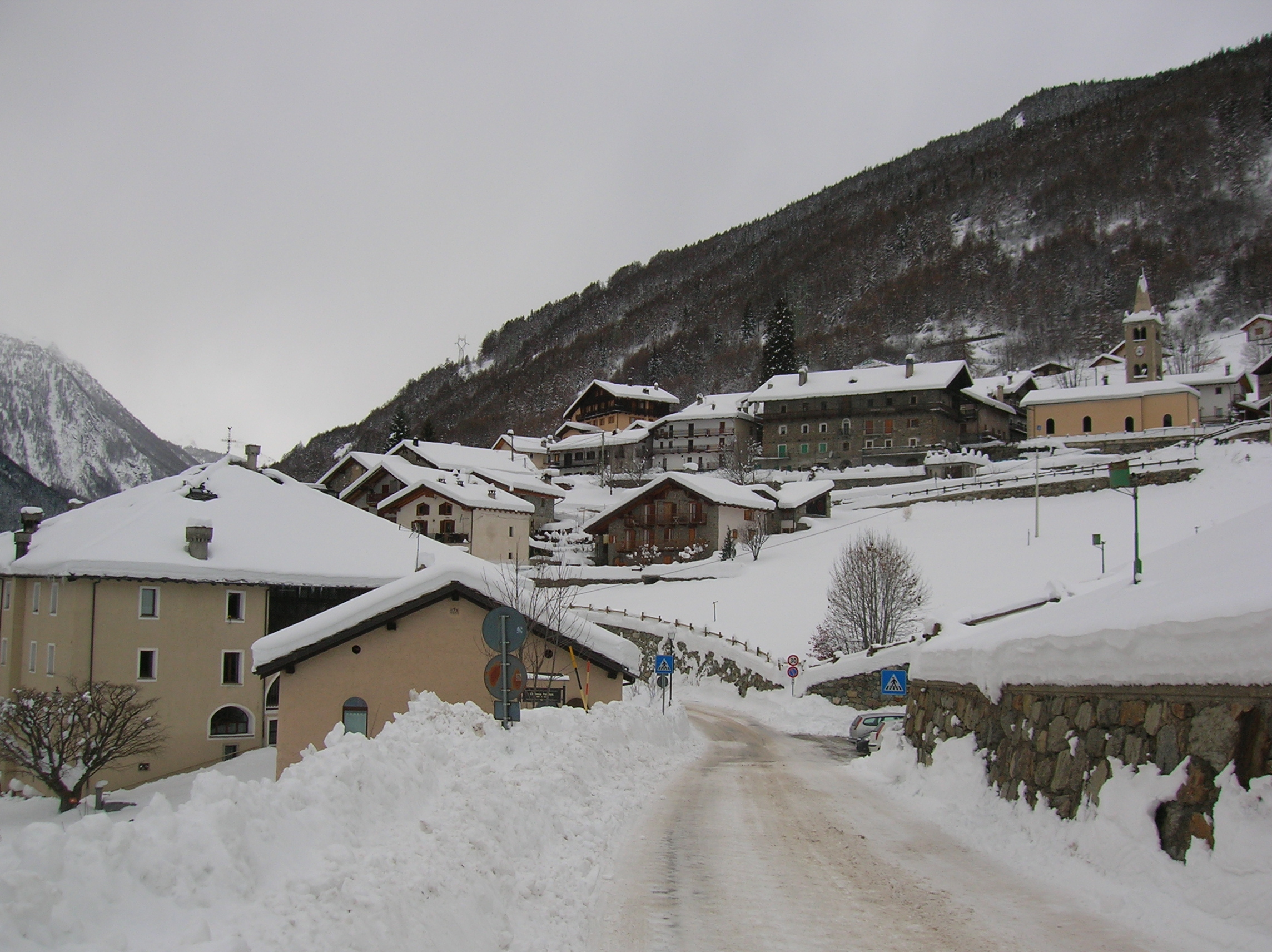
Château-Verdun en hiver.

Il s'agit d’un édifice carré et massif. Les salles sont toutes en voûte avec des pièces d'ameublement remarquables au rez-de-chaussée. L'aspect architectural est bien conservé surtout grâce aux travaux de restauration du début des années 1990.
Le Château-Verdun possède deux chapelles et une salle de conférences utilisée également pour les concerts.

## Histoire
Saint-Oyen, à mi-chemin entre Aoste et le col du Grand-Saint-Bernard, a été pendant des siècles un lieu d'arrêt pour les voyageurs et les pèlerins. Le château-Verdun a été bâti entre le Xe et le XIe siècle. Il appartient depuis 1137 aux chanoines du Grand-Saint-Bernard à la suite d'une donation d'Amédée III de Savoie.

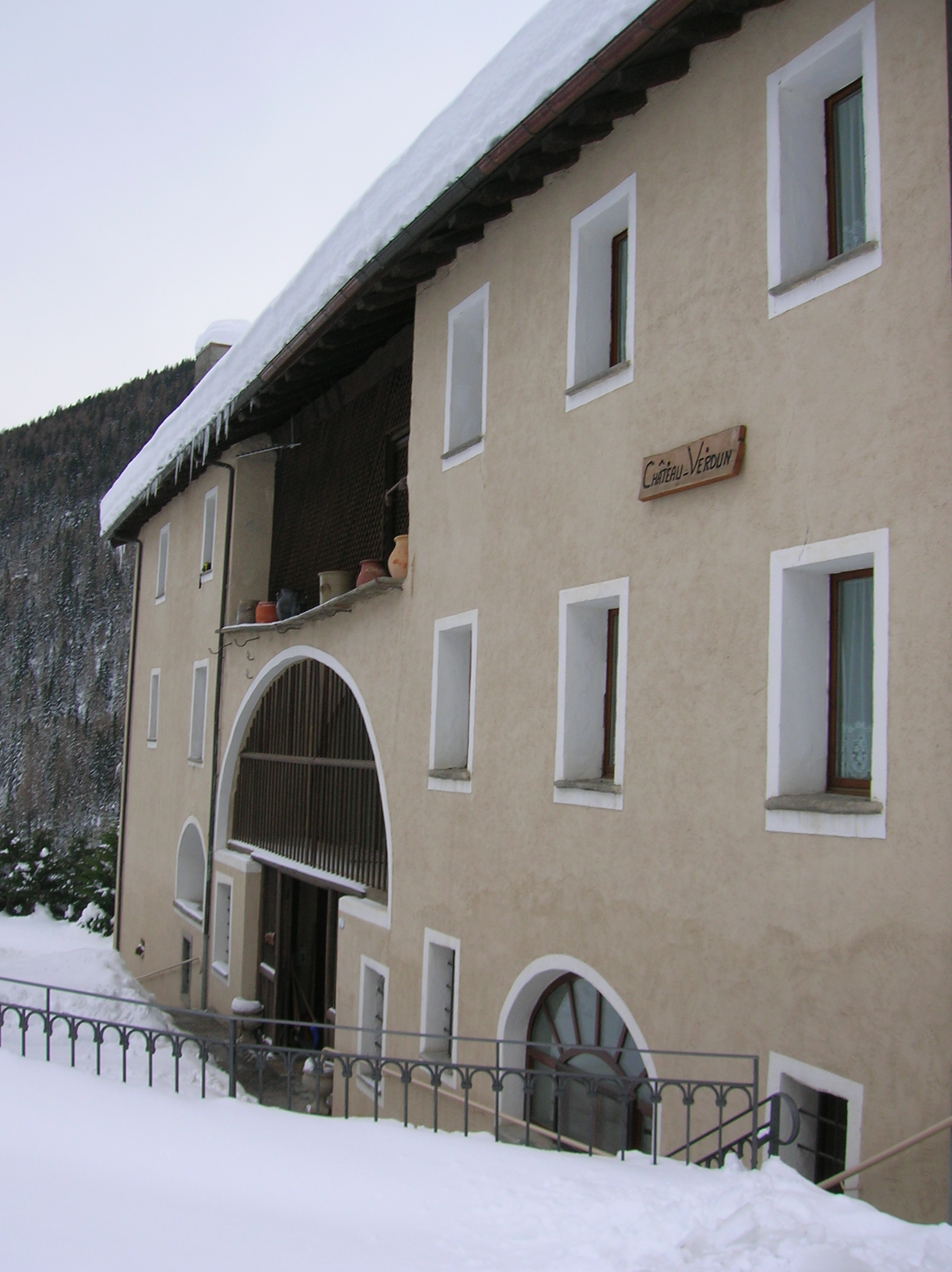
La façade.

Encore aujourd'hui, les chanoines l'utilisent pour accueillir des personnes ou des groupes pour des périodes de réflexion ou de repos.
Depuis février 2012, il est confié au diocèse d'Aoste, et il est ouvert pour des visites sur réservation.